# Tahora (Otago)
Tahora est une petite localité située dans la région d’Otago dans le sud de l’Île du Sud de la Nouvelle-Zélande.

## Situation
Elle siège à deux kilomètres au nord de la ville d’Owaka, tout près du trajet de la rivière Owaka.

## Accès
À partir du 16 décembre 1895 et jusqu’au 27 février 1971, le village fut desservi par la ligne du chemin de fer de la branche de la rivière Cathlins (en), qui divergeait ainsi de la ligne principale du sud (en) au niveau de la ville de Balclutha.
La ville fit fonction de terminus du chemin de fer pour juste un peu plus de six mois, à partir du moment où la ligne venant de Glenomaru ouvrit et jusqu’à ce qu’une autre section en direction d’Owaka y fut ajoutée en 22 juin 1896.
Aujourd’hui, il reste peu de choses du chemin de fer, en dehors de l’ancien soubassement de la ligne, bien qu'à proximité le tunnel routier de Hunts puisse être parcouru à pied.
La station du chemin de fer fut renommée Parae pour éviter la confusion avec la ville de Tahora située dans l’Île du Nord .

## Toponymie
La ville fut connue comme ‘Parae’ au moins à partir de décembre 1911 .